# Diogo de Teive
Diogo de Teive was kapitein van een escorte van een konvooi van Hendrik de Zeevaarder. Hij herontdekte het eiland Jezus Christus (Jesus Cristo / het tegenwoordige Terceira) op 1 januari 1451, in opdracht van Hendrik de Zeevaarder. Hij maakte twee expedities op de Atlantische Oceaan in het gebied waar de Azoren zijn gesitueerd, op zoek naar Antillia. Tijdens de terugkeer van zijn tweede reis, in 1452, ontdekte hij de eilanden de Flores en Corvo. Hendrik de Zeevaarder feliciteerde Diogo de Teive op 5 december 1452, en installeerde hem op het eiland Madeira, maar hij bleef gezagvoerder van de eilanden Flores en Corvo.
Er wordt verondersteld dat de Vlaming Jacob van Brugge iets te maken heeft gehad met de beslissing van Diogo de Teive voor het doen opgeven van de twee eilanden. Hij gaf de rechten van het eiland over aan zijn zoon, João de Teive, en kwam in 1472 definitief in het dorp Ribeira Brava op Madeira wonen. Zijn zoon, João de Teive, had de rechten van de eilanden Flores en Corvo tot 1474, daarna verkocht hij het aan Fernão Teles de Meneses, gehuwd met Maria van Vilhena.